# Чандрадітья
Чандрадітья (*д/н —650) — магараджагіраджа і прітхві-валлабха держави Чалук'я у 646–650 роках.

## Життєпис
Син Пулакешина II, який 642 року загинув у війні з Паллавами. Основні відомості про нього містяться в написах в Нерурі, Кочрі та Кукнурі. 646 року за невідомих обставин прийшов до владу, можливо повалив свого небожа Абгінавадітьї.
Продовжив боротьбу проти Паллавів, але хід бойових дій невідомий. Проте цілком ймовірно, що Чандрадітья заклав основи для відновлення кордонів держави. Помер або загинув 649/650 року. За цим за різними відомостями панував його молодший брат Вікрамадітья I або дружина Віджая-бгатаріка при їх малолітньому (гіпотетичному) синові (але його ім'я невідоме).